# 吴春耕
吴春耕（1973年2月—），男，汉族。中华人民共和国政治人物，中国共产党党员，公共管理硕士学位。现任辽宁省政府党组成员、副省长。

## 生平
曾长期在交通运输部工作，曾任交通运输部政策研究室主任、公路局局长、新闻发言人、总规划师兼综合规划司司长等职务。
2025年7月，调任辽宁省，升任副部级，任辽宁省人民政府党组成员、副省长。